# Ege Bamyasi
Ege Bamyasi är ett musikalbum av Can som lanserades 1972 på skivbolaget United Artists. Det var gruppens fjärde album. Albumet avslutas med låten "Spoon", med vilken gruppen fått en stor hitsingel i Tyskland. Singeln nådde plats sex på tyska singellistan. En del av dess popularitet låg i att den användes som temamusik till den tyska thrillerserien Das Messer. Även låten "Vitamin C" släpptes som singel.
Skivomslaget visade en konservburk med texten "CAN".

## Låtlista
(alla låtar komponerade av medlemmarna i Can)
1. "Pinch" - 9:28
2. "Sing Swan Song" - 4:49
3. "One More Night" - 5:35
4. "Vitamin C" - 3:34
5. "Soup" - 10:25
6. "I'm So Green" - 3:03
7. "Spoon" - 3:03